# Acrisure Arena
L'Acrisure Arena est une aréna multi-fonctions d'une capacité de 11 679 sièges située à Thousand Palms, en Californie aux États-Unis.
Les Firebirds de Coachella Valley, équipe de hockey sur glace évoluant en Ligue américaine de hockey, y ont élu domicile depuis 2022.

## Évènements
- Concert de Madonna (The Celebration Tour), le 13 mars 2024